# جيونغ ها-دام
جيونغ ها دام (بالكورية: 정하담)‏ هي ممثلة كورية جنوبية. ولدت يوم 28 فبراير 1994 في سول في كوريا الجنوبية.

## روابط خارجية
- جيونغ ها-دام على موقع IMDb (الإنجليزية)
- جيونغ ها-دام على موقع قاعدة بيانات الفيلم (الإنجليزية)